# Cursa de 24 de ore de la Le Mans
24 Heures du Mans este o cursă de anduranță care are loc anual în luna iunie pe Circuit de la Sarthe, un circuit cu 38 de viraje și o lungime de 13,626 km aflat lângă localitatea Le Mans, Franța.
Competiția a avut loc prima dată în anul 1923 și este considerată ca fiind una dintre cele mai prestigioase trei curse din lume, alături de Grand Prixul de Formula 1 de la Monaco și cursa de 500 de mile de la Indianapolis.
În 2010, National Geographic Society a inclus competiția în lista celor 10 evenimente sportive cele mai importante ale planetei.
Cursa a inspirat, de-a lungul anilor, curse similare în întreaga lume și a popularizat formatul de 24 de ore, precum cele de la Daytona, Nürburgring și Spa-Francorchamps. În plus, au fost create campionatele American Le Mans Series și Le Mans Series, deschise acelorași vehicule ca și cele din cursa de 24 de ore de la Le Mans.
Din 2012 , evenimentul face parte din Campionatul Mondial de Anduranță FIA (WEC).

## Istoric
Prima ediție a cursei de 24 de ore de la Le Mans a avut loc pe 26 mai 1923. De atunci, s-a desfășurat anual, cu excepția anilor 1936 și 1940-1948. Primii câștigători au fost francezii Andre Lagache și Rene Lenoard. Echipajul a parcurs 128 de tururi. Pilotul cu cele mai multe victorii în această cursă este danezul Tom Kristensen, de nouă ori.
Până la ediția din 2008, cursa de 24 de ore de la Le Mans a început în mod tradițional sâmbătă la ora locală 16:00. Excepțiile de la această regulă au fost ediția din 1968 când cursa a fost amânată, 1984 când cursa a început la ora 15:00 din cauza alegerilor din Franța și în 2006 când Le Mans a început cu întârziere din cauza emisiunilor de fotbal ale Campionatului Mondial. Din 2009 până în 2019, cursa a început la ora locală 15:00. În 2020, startul a fost din nou mutat la ora 16, apoi în 2022 cursa a pornit din nou la ora 15, dar în 2023 a revenit la ora 16:00.

## Accidente grave
Au fost multe accidente mortale în istoria cursei. Cel mai tragic accident a fost în 1955, când trei mașini s-au ciocnit, iar una dintre ele - un Mercedes - a zburat de pe circuit și s-a izbit în tribune cu spectatori, ucigând peste 80 dintre aceștia. Pilotul vehiculului nu a supraviețuit accidentului. Evenimentul a dus la retragerea Mercedes de la toate cursele până în 1988 și anularea curselor din Germania. Din același motiv, în Elveția a fost introdusă o interdicție a curselor, care a fost ridicată în iunie 2007.

## Câștigătorii cursei
| An                           | Echipă                                                                                    | Piloți                                                                                    | Mașină                                                                                    | Tururi parcurse                                                                           |
| An                           | Echipă                                                                                    | Piloți                                                                                    | Motor                                                                                     | Tururi parcurse                                                                           |
| Tur cu lungimea de 17,262 km | Tur cu lungimea de 17,262 km                                                              | Tur cu lungimea de 17,262 km                                                              | Tur cu lungimea de 17,262 km                                                              | Tur cu lungimea de 17,262 km                                                              |
| ---------------------------- | ----------------------------------------------------------------------------------------- | ----------------------------------------------------------------------------------------- | ----------------------------------------------------------------------------------------- | ----------------------------------------------------------------------------------------- |
| 1923                         | –                                                                                         | FRA André Lagache · FRA René Léonard                                                      | Chenard & Walcker Sport                                                                   | 128                                                                                       |
| 1923                         | –                                                                                         | FRA André Lagache · FRA René Léonard                                                      | Chenard & Walcker 3.0 I4                                                                  | 128                                                                                       |
| 1924                         | GBR Duff & Aldington                                                                      | CAN John Duff · GBR Frank Clement                                                         | Bentley 3 Litre Sport                                                                     | 120                                                                                       |
| 1924                         | GBR Duff & Aldington                                                                      | CAN John Duff · GBR Frank Clement                                                         | Bentley 3.0 I4                                                                            | 120                                                                                       |
| 1925                         | –                                                                                         | FRA Gérard de Courcelles · FRA André Rossignol                                            | Lorraine-Dietrich B3-6                                                                    | 129                                                                                       |
| 1925                         | –                                                                                         | FRA Gérard de Courcelles · FRA André Rossignol                                            | Lorraine-Dietrich 3.5 I6                                                                  | 129                                                                                       |
| 1926                         | –                                                                                         | FRA Robert Bloch · FRA André Rossignol                                                    | Lorraine-Dietrich B3-6                                                                    | 147                                                                                       |
| 1926                         | –                                                                                         | FRA Robert Bloch · FRA André Rossignol                                                    | Lorraine-Dietrich 3.4 I6                                                                  | 147                                                                                       |
| 1927                         | GBR Bentley Motors Ltd.                                                                   | GBR Dudley Benjafield · GBR Sammy Davis                                                   | Bentley 3 Litre Super Sport                                                               | 137                                                                                       |
| 1927                         | GBR Bentley Motors Ltd.                                                                   | GBR Dudley Benjafield · GBR Sammy Davis                                                   | Bentley 2.9 I4                                                                            | 137                                                                                       |
| 1928                         | GBR Bentley Motors Ltd.                                                                   | GBR Woolf Barnato · GBR Bernard Rubin                                                     | Bentley 4½ Litre                                                                          | 154                                                                                       |
| 1928                         | GBR Bentley Motors Ltd.                                                                   | GBR Woolf Barnato · GBR Bernard Rubin                                                     | Bentley 4.4 I6                                                                            | 154                                                                                       |
| Tur cu lungimea de 16,340 km |                                                                                           |                                                                                           |                                                                                           |                                                                                           |
| 1929                         | GBR Bentley Motors Ltd.                                                                   | GBR Woolf Barnato · GBR Henry Birkin                                                      | Bentley Speed Six                                                                         | 174                                                                                       |
| 1929                         | GBR Bentley Motors Ltd.                                                                   | GBR Woolf Barnato · GBR Henry Birkin                                                      | Bentley 6.6 I6                                                                            | 174                                                                                       |
| 1930                         | GBR Bentley Motors Ltd.                                                                   | GBR Woolf Barnato · GBR Glen Kidston                                                      | Bentley Speed Six                                                                         | 179                                                                                       |
| 1930                         | GBR Bentley Motors Ltd.                                                                   | GBR Woolf Barnato · GBR Glen Kidston                                                      | Bentley 6.6 I6                                                                            | 179                                                                                       |
| 1931                         | GBR Francis Curzon                                                                        | GBR Francis Curzon · GBR Henry Birkin                                                     | Alfa Romeo 8C 2300 LM                                                                     | 184                                                                                       |
| 1931                         | GBR Francis Curzon                                                                        | GBR Francis Curzon · GBR Henry Birkin                                                     | Alfa Romeo 2.3 Supercharged I8                                                            | 184                                                                                       |
| Tur cu lungimea de 13,492 km |                                                                                           |                                                                                           |                                                                                           |                                                                                           |
| 1932                         | FRA Raymond Sommer                                                                        | FRA Raymond Sommer · ITA Luigi Chinetti                                                   | Alfa Romeo 8C 2300 LM                                                                     | 218                                                                                       |
| 1932                         | FRA Raymond Sommer                                                                        | FRA Raymond Sommer · ITA Luigi Chinetti                                                   | Alfa Romeo 2.3 Supercharged I8                                                            | 218                                                                                       |
| 1933                         | FRA Soc. Anon. Alfa Romeo                                                                 | FRA Raymond Sommer · ITA Tazio Nuvolari                                                   | Alfa Romeo 8C 2300MM                                                                      | 233                                                                                       |
| 1933                         | FRA Soc. Anon. Alfa Romeo                                                                 | FRA Raymond Sommer · ITA Tazio Nuvolari                                                   | Alfa Romeo 2.3 Supercharged I8                                                            | 233                                                                                       |
| 1934                         | ITA Luigi Chinetti · FRA Philippe Étancelin                                               | ITA Luigi Chinetti · FRA Philippe Étancelin                                               | Alfa Romeo 8C 2300                                                                        | 213                                                                                       |
| 1934                         | ITA Luigi Chinetti · FRA Philippe Étancelin                                               | ITA Luigi Chinetti · FRA Philippe Étancelin                                               | Alfa Romeo 2.3 Supercharged I8                                                            | 213                                                                                       |
| 1935                         | GBR Arthur W. Fox & Charles Nichol                                                        | GBR Johnny Hindmarsh · GBR Luis Fontès                                                    | Lagonda M45R Rapide                                                                       | 222                                                                                       |
| 1935                         | GBR Arthur W. Fox & Charles Nichol                                                        | GBR Johnny Hindmarsh · GBR Luis Fontès                                                    | Meadows 4.5 I6                                                                            | 222                                                                                       |
| 1936                         | Cursă anulată                                                                             | Cursă anulată                                                                             | Cursă anulată                                                                             | Cursă anulată                                                                             |
| 1937                         | FRA Roger Labric                                                                          | FRA Jean-Pierre Wimille · FRA Robert Benoist                                              | Bugatti Type 57G Tank                                                                     | 243                                                                                       |
| 1937                         | FRA Roger Labric                                                                          | FRA Jean-Pierre Wimille · FRA Robert Benoist                                              | Bugatti 3.3 I8                                                                            | 243                                                                                       |
| 1938                         | FRA Eugène Chaboud / Jean Trémoulet                                                       | FRA Eugène Chaboud · FRA Jean Trémoulet                                                   | Delahaye 135CS                                                                            | 235                                                                                       |
| 1938                         | FRA Eugène Chaboud / Jean Trémoulet                                                       | FRA Eugène Chaboud · FRA Jean Trémoulet                                                   | Delahaye 3.6 I6                                                                           | 235                                                                                       |
| 1939                         | FRA Jean-Pierre Wimille                                                                   | FRA Jean-Pierre Wimille · FRA Pierre Veyron                                               | Bugatti Type 57S Tank                                                                     | 248                                                                                       |
| 1939                         | FRA Jean-Pierre Wimille                                                                   | FRA Jean-Pierre Wimille · FRA Pierre Veyron                                               | Bugatti 3.3 Supercharged I8                                                               | 248                                                                                       |
| 1940– 1948                   | Cursa nu s-a desfășurat din cauza Războiului Mondial și apoi a reconfigurării circuitului | Cursa nu s-a desfășurat din cauza Războiului Mondial și apoi a reconfigurării circuitului | Cursa nu s-a desfășurat din cauza Războiului Mondial și apoi a reconfigurării circuitului | Cursa nu s-a desfășurat din cauza Războiului Mondial și apoi a reconfigurării circuitului |
| 1949                         | GBR Lord Selsdon                                                                          | GBR Peter Mitchell-Thomson · USA Luigi Chinetti                                           | Ferrari 166MM                                                                             | 235                                                                                       |
| 1949                         | GBR Lord Selsdon                                                                          | GBR Peter Mitchell-Thomson · USA Luigi Chinetti                                           | Ferrari 2.0 V12                                                                           | 235                                                                                       |
| 1950                         | FRA Louis Rosier                                                                          | FRA Louis Rosier · FRA Jean-Louis Rosier                                                  | Talbot-Lago T26 GS                                                                        | 256                                                                                       |
| 1950                         | FRA Louis Rosier                                                                          | FRA Louis Rosier · FRA Jean-Louis Rosier                                                  | Talbot 4.5 I6                                                                             | 256                                                                                       |
| 1951                         | GBR Peter Walker                                                                          | GBR Peter Walker · GBR Peter Whitehead                                                    | Jaguar XK-120C                                                                            | 267                                                                                       |
| 1951                         | GBR Peter Walker                                                                          | GBR Peter Walker · GBR Peter Whitehead                                                    | Jaguar 3.4 I6                                                                             | 267                                                                                       |
| 1952                         | DEU Daimler-Benz A.G.                                                                     | DEU Hermann Lang · DEU Fritz Riess                                                        | Mercedes-Benz 300 SL (W194)                                                               | 277                                                                                       |
| 1952                         | DEU Daimler-Benz A.G.                                                                     | DEU Hermann Lang · DEU Fritz Riess                                                        | Mercedes-Benz 3.0 I6                                                                      | 277                                                                                       |
| 1953                         | GBR Jaguar Cars Ltd.                                                                      | GBR Tony Rolt · GBR Duncan Hamilton                                                       | Jaguar C-Type                                                                             | 304                                                                                       |
| 1953                         | GBR Jaguar Cars Ltd.                                                                      | GBR Tony Rolt · GBR Duncan Hamilton                                                       | Jaguar 3.4 I6                                                                             | 304                                                                                       |
| 1954                         | ITA Scuderia Ferrari                                                                      | ARG José Froilán González · FRA Maurice Trintignant                                       | Ferrari 375 Plus                                                                          | 302                                                                                       |
| 1954                         | ITA Scuderia Ferrari                                                                      | ARG José Froilán González · FRA Maurice Trintignant                                       | Ferrari 5.0 V12                                                                           | 302                                                                                       |
| 1955                         | GBR Jaguar Cars Ltd.                                                                      | GBR Mike Hawthorn · GBR Ivor Bueb                                                         | Jaguar D-Type                                                                             | 307                                                                                       |
| 1955                         | GBR Jaguar Cars Ltd.                                                                      | GBR Mike Hawthorn · GBR Ivor Bueb                                                         | Jaguar 3.4 I6                                                                             | 307                                                                                       |
| Tur cu lungimea de 13,461 km |                                                                                           |                                                                                           |                                                                                           |                                                                                           |
| 1956                         | GBR Ecurie Ecosse                                                                         | GBR Ninian Sanderson · GBR Ron Flockhart                                                  | Jaguar D-Type                                                                             | 300                                                                                       |
| 1956                         | GBR Ecurie Ecosse                                                                         | GBR Ninian Sanderson · GBR Ron Flockhart                                                  | Jaguar 3.4 I6                                                                             | 300                                                                                       |
| 1957                         | GBR Ecurie Ecosse                                                                         | GBR Ron Flockhart · GBR Ivor Bueb                                                         | Jaguar D-Type                                                                             | 327                                                                                       |
| 1957                         | GBR Ecurie Ecosse                                                                         | GBR Ron Flockhart · GBR Ivor Bueb                                                         | Jaguar 3.8 I6                                                                             | 327                                                                                       |
| 1958                         | ITA Scuderia Ferrari                                                                      | BEL Olivier Gendebien · USA Phil Hill                                                     | Ferrari 250 TR58                                                                          | 305                                                                                       |
| 1958                         | ITA Scuderia Ferrari                                                                      | BEL Olivier Gendebien · USA Phil Hill                                                     | Ferrari 3.0 V12                                                                           | 305                                                                                       |
| 1959                         | GBR David Brown Racing Dept.                                                              | USA Carroll Shelby · GBR Roy Salvadori                                                    | Aston Martin DBR1/300                                                                     | 323                                                                                       |
| 1959                         | GBR David Brown Racing Dept.                                                              | USA Carroll Shelby · GBR Roy Salvadori                                                    | Aston Martin 3.0 I6                                                                       | 323                                                                                       |
| 1960                         | ITA Scuderia Ferrari SpA                                                                  | BEL Paul Frère · BEL Olivier Gendebien                                                    | Ferrari 250 TR59/60                                                                       | 314                                                                                       |
| 1960                         | ITA Scuderia Ferrari SpA                                                                  | BEL Paul Frère · BEL Olivier Gendebien                                                    | Ferrari 3.0 V12                                                                           | 314                                                                                       |
| 1961                         | ITA Scuderia Ferrari                                                                      | BEL Olivier Gendebien · USA Phil Hill                                                     | Ferrari 250 TRI/61                                                                        | 333                                                                                       |
| 1961                         | ITA Scuderia Ferrari                                                                      | BEL Olivier Gendebien · USA Phil Hill                                                     | Ferrari 3.0 V12                                                                           | 333                                                                                       |
| 1962                         | ITA SpA Ferrari SEFAC                                                                     | BEL Olivier Gendebien · USA Phil Hill                                                     | Ferrari 330 TRI/LM Spyder                                                                 | 331                                                                                       |
| 1962                         | ITA SpA Ferrari SEFAC                                                                     | BEL Olivier Gendebien · USA Phil Hill                                                     | Ferrari 4.0 V12                                                                           | 331                                                                                       |
| 1963                         | ITA SpA Ferrari SEFAC                                                                     | ITA Lorenzo Bandini · ITA Ludovico Scarfiotti                                             | Ferrari 250P                                                                              | 339                                                                                       |
| 1963                         | ITA SpA Ferrari SEFAC                                                                     | ITA Lorenzo Bandini · ITA Ludovico Scarfiotti                                             | Ferrari 3.0 V12                                                                           | 339                                                                                       |
| 1964                         | ITA SpA Ferrari SEFAC                                                                     | FRA Jean Guichet · ITA Nino Vaccarella                                                    | Ferrari 275P                                                                              | 349                                                                                       |
| 1964                         | ITA SpA Ferrari SEFAC                                                                     | FRA Jean Guichet · ITA Nino Vaccarella                                                    | Ferrari 3.3 V12                                                                           | 349                                                                                       |
| 1965                         | USA North American Racing Team                                                            | USA Masten Gregory · AUT Jochen Rindt                                                     | Ferrari 250LM                                                                             | 348                                                                                       |
| 1965                         | USA North American Racing Team                                                            | USA Masten Gregory · AUT Jochen Rindt                                                     | Ferrari 3.3 V12                                                                           | 348                                                                                       |
| 1966                         | USA Shelby-American Inc.                                                                  | NZL Bruce McLaren · NZL Chris Amon                                                        | Ford GT40 Mk.II                                                                           | 360                                                                                       |
| 1966                         | USA Shelby-American Inc.                                                                  | NZL Bruce McLaren · NZL Chris Amon                                                        | Ford 7.0 V8                                                                               | 360                                                                                       |
| 1967                         | USA Shelby-American Inc.                                                                  | USA Dan Gurney · USA A.J. Foyt                                                            | Ford GT40 Mk.IV                                                                           | 388                                                                                       |
| 1967                         | USA Shelby-American Inc.                                                                  | USA Dan Gurney · USA A.J. Foyt                                                            | Ford 7.0 V8                                                                               | 388                                                                                       |
| Tur cu lungimea de 13,469 km |                                                                                           |                                                                                           |                                                                                           |                                                                                           |
| 1968                         | GBR John Wyer Automotive Engineering Ltd.                                                 | MEX Pedro Rodriguez · BEL Lucien Bianchi                                                  | Ford GT40 Mk.I                                                                            | 331                                                                                       |
| 1968                         | GBR John Wyer Automotive Engineering Ltd.                                                 | MEX Pedro Rodriguez · BEL Lucien Bianchi                                                  | Ford 4.9 V8                                                                               | 331                                                                                       |
| 1969                         | GBR John Wyer Automotive Engineering                                                      | BEL Jacky Ickx · GBR Jackie Oliver                                                        | Ford GT40 Mk.I                                                                            | 372                                                                                       |
| 1969                         | GBR John Wyer Automotive Engineering                                                      | BEL Jacky Ickx · GBR Jackie Oliver                                                        | Ford 4.9 V8                                                                               | 372                                                                                       |
| 1970                         | AUT Porsche KG Salzburg                                                                   | DEU Hans Herrmann · GBR Richard Attwood                                                   | Porsche 917K                                                                              | 343                                                                                       |
| 1970                         | AUT Porsche KG Salzburg                                                                   | DEU Hans Herrmann · GBR Richard Attwood                                                   | Porsche 4.5 Flat-12                                                                       | 343                                                                                       |
| 1971                         | DEU Martini Racing Team                                                                   | AUT Helmut Marko · NLD Gijs van Lennep                                                    | Porsche 917K                                                                              | 397                                                                                       |
| 1971                         | DEU Martini Racing Team                                                                   | AUT Helmut Marko · NLD Gijs van Lennep                                                    | Porsche 4.9L Flat-12                                                                      | 397                                                                                       |
| Tur cu lungimea de 13,640 km |                                                                                           |                                                                                           |                                                                                           |                                                                                           |
| 1972                         | FRA Equipe Matra-Simca Shell                                                              | FRA Henri Pescarolo · GBR Graham Hill                                                     | Matra-Simca MS670                                                                         | 344                                                                                       |
| 1972                         | FRA Equipe Matra-Simca Shell                                                              | FRA Henri Pescarolo · GBR Graham Hill                                                     | Matra 3.0 V12                                                                             | 344                                                                                       |
| 1973                         | FRA Equipe Matra-Simca Shell                                                              | FRA Henri Pescarolo · FRA Gérard Larrousse                                                | Matra-Simca MS670B                                                                        | 355                                                                                       |
| 1973                         | FRA Equipe Matra-Simca Shell                                                              | FRA Henri Pescarolo · FRA Gérard Larrousse                                                | Matra 3.0 V12                                                                             | 355                                                                                       |
| 1974                         | FRA Équipe Gitanes                                                                        | FRA Henri Pescarolo · FRA Gérard Larrousse                                                | Matra-Simca MS670C                                                                        | 337                                                                                       |
| 1974                         | FRA Équipe Gitanes                                                                        | FRA Henri Pescarolo · FRA Gérard Larrousse                                                | Matra 3.0 V12                                                                             | 337                                                                                       |
| 1975                         | GBR Gulf Research Racing Co.                                                              | GBR Derek Bell · BEL Jacky Ickx                                                           | Mirage GR8                                                                                | 336                                                                                       |
| 1975                         | GBR Gulf Research Racing Co.                                                              | GBR Derek Bell · BEL Jacky Ickx                                                           | Ford Cosworth DFV 3.0 V8                                                                  | 336                                                                                       |
| 1976                         | DEU Martini Racing Porsche System                                                         | BEL Jacky Ickx · NLD Gijs van Lennep                                                      | Porsche 936                                                                               | 349                                                                                       |
| 1976                         | DEU Martini Racing Porsche System                                                         | BEL Jacky Ickx · NLD Gijs van Lennep                                                      | Porsche Type-935 2.1 Turbo Flat-6                                                         | 349                                                                                       |
| 1977                         | DEU Martini Racing Porsche System                                                         | DEU Jürgen Barth · USA Hurley Haywood · BEL Jacky Ickx                                    | Porsche 936/77                                                                            | 342                                                                                       |
| 1977                         | DEU Martini Racing Porsche System                                                         | DEU Jürgen Barth · USA Hurley Haywood · BEL Jacky Ickx                                    | Porsche Type-935 2.1 Turbo Flat-6                                                         | 342                                                                                       |
| 1978                         | FRA Renault Sport                                                                         | FRA Didier Pironi · FRA Jean-Pierre Jaussaud                                              | Renault Alpine A442B                                                                      | 369                                                                                       |
| 1978                         | FRA Renault Sport                                                                         | FRA Didier Pironi · FRA Jean-Pierre Jaussaud                                              | Renault 2.0 Turbo V6                                                                      | 369                                                                                       |
| Tur cu lungimea de 13,626 km |                                                                                           |                                                                                           |                                                                                           |                                                                                           |
| 1979                         | DEU Porsche Kremer Racing                                                                 | DEU Klaus Ludwig · USA Don Whittington · USA Bill Whittington                             | Porsche 935 K3                                                                            | 307                                                                                       |
| 1979                         | DEU Porsche Kremer Racing                                                                 | DEU Klaus Ludwig · USA Don Whittington · USA Bill Whittington                             | Porsche Type-935 3.0 Turbo Flat-6                                                         | 307                                                                                       |
| 1980                         | FRA LePoint Jean Rondeau                                                                  | FRA Jean Rondeau · FRA Jean-Pierre Jaussaud                                               | Rondeau M379                                                                              | 338                                                                                       |
| 1980                         | FRA LePoint Jean Rondeau                                                                  | FRA Jean Rondeau · FRA Jean-Pierre Jaussaud                                               | Ford Cosworth DFV 3.0 V8                                                                  | 338                                                                                       |
| 1981                         | DEU Porsche System                                                                        | BEL Jacky Ickx · GBR Derek Bell                                                           | Porsche 936                                                                               | 354                                                                                       |
| 1981                         | DEU Porsche System                                                                        | BEL Jacky Ickx · GBR Derek Bell                                                           | Porsche Type-935 2.6 Turbo Flat-6                                                         | 354                                                                                       |
| 1982                         | DEU Rothmans Porsche System                                                               | BEL Jacky Ickx · GBR Derek Bell                                                           | Porsche 956                                                                               | 359                                                                                       |
| 1982                         | DEU Rothmans Porsche System                                                               | BEL Jacky Ickx · GBR Derek Bell                                                           | Porsche Type-935 2.6 Turbo Flat-6                                                         | 359                                                                                       |
| 1983                         | DEU Rothmans Porsche                                                                      | AUS Vern Schuppan · USA Hurley Haywood · USA Al Holbert                                   | Porsche 956                                                                               | 370                                                                                       |
| 1983                         | DEU Rothmans Porsche                                                                      | AUS Vern Schuppan · USA Hurley Haywood · USA Al Holbert                                   | Porsche Type-935 2.6 Turbo Flat-6                                                         | 370                                                                                       |
| 1984                         | DEU New-Man Joest Racing                                                                  | FRA Henri Pescarolo · DEU Klaus Ludwig                                                    | Porsche 956                                                                               | 359                                                                                       |
| 1984                         | DEU New-Man Joest Racing                                                                  | FRA Henri Pescarolo · DEU Klaus Ludwig                                                    | Porsche Type-935 2.6 Turbo Flat-6                                                         | 359                                                                                       |
| 1985                         | DEU New-Man Joest Racing                                                                  | DEU Klaus Ludwig · ITA Paolo Barilla · DEU John Winter                                    | Porsche 956                                                                               | 373                                                                                       |
| 1985                         | DEU New-Man Joest Racing                                                                  | DEU Klaus Ludwig · ITA Paolo Barilla · DEU John Winter                                    | Porsche Type-935 2.6 Turbo Flat-6                                                         | 373                                                                                       |
| Tur cu lungimea de 13,528 km |                                                                                           |                                                                                           |                                                                                           |                                                                                           |
| 1986                         | DEU Rothmans Porsche                                                                      | GBR Derek Bell · DEU Hans-Joachim Stuck · USA Al Holbert                                  | Porsche 962C                                                                              | 368                                                                                       |
| 1986                         | DEU Rothmans Porsche                                                                      | GBR Derek Bell · DEU Hans-Joachim Stuck · USA Al Holbert                                  | Porsche Type-935 2.6 Turbo Flat-6                                                         | 368                                                                                       |
| Tur cu lungimea de 13,535 km |                                                                                           |                                                                                           |                                                                                           |                                                                                           |
| 1987                         | DEU Rothmans Porsche AG                                                                   | DEU Hans-Joachim Stuck · GBR Derek Bell · USA Al Holbert                                  | Porsche 962C                                                                              | 355                                                                                       |
| 1987                         | DEU Rothmans Porsche AG                                                                   | DEU Hans-Joachim Stuck · GBR Derek Bell · USA Al Holbert                                  | Porsche Type-935 3.0 Turbo Flat-6                                                         | 355                                                                                       |
| 1988                         | GBR Silk Cut Jaguar · GBR Tom Walkinshaw Racing                                           | NLD Jan Lammers · GBR Johnny Dumfries · GBR Andy Wallace                                  | Jaguar XJR-9LM                                                                            | 394                                                                                       |
| 1988                         | GBR Silk Cut Jaguar · GBR Tom Walkinshaw Racing                                           | NLD Jan Lammers · GBR Johnny Dumfries · GBR Andy Wallace                                  | Jaguar 7.0 V12                                                                            | 394                                                                                       |
| 1989                         | DEU Team Sauber Mercedes                                                                  | DEU Jochen Mass · DEU Manuel Reuter · SWE Stanley Dickens                                 | Sauber C9                                                                                 | 389                                                                                       |
| 1989                         | DEU Team Sauber Mercedes                                                                  | DEU Jochen Mass · DEU Manuel Reuter · SWE Stanley Dickens                                 | Mercedes-Benz M119 5.0 Turbo V8                                                           | 389                                                                                       |
| Tur cu lungimea de 13,600 km |                                                                                           |                                                                                           |                                                                                           |                                                                                           |
| 1990                         | GBR Silk Cut Jaguar · GBR Tom Walkinshaw Racing                                           | DNK John Nielsen · USA Price Cobb · GBR Martin Brundle                                    | Jaguar XJR-12                                                                             | 359                                                                                       |
| 1990                         | GBR Silk Cut Jaguar · GBR Tom Walkinshaw Racing                                           | DNK John Nielsen · USA Price Cobb · GBR Martin Brundle                                    | Jaguar 7.0 V12                                                                            | 359                                                                                       |
| 1991                         | JPN Mazdaspeed Co. Ltd. · FRA Oreca                                                       | DEU Volker Weidler · GBR Johnny Herbert · BEL Bertrand Gachot                             | Mazda 787B                                                                                | 362                                                                                       |
| 1991                         | JPN Mazdaspeed Co. Ltd. · FRA Oreca                                                       | DEU Volker Weidler · GBR Johnny Herbert · BEL Bertrand Gachot                             | Mazda R26B 2.6 4-Rotor                                                                    | 362                                                                                       |
| 1992                         | FRA Peugeot Talbot Sport                                                                  | GBR Derek Warwick · FRA Yannick Dalmas · GBR Mark Blundell                                | Peugeot 905 Evo 1B                                                                        | 352                                                                                       |
| 1992                         | FRA Peugeot Talbot Sport                                                                  | GBR Derek Warwick · FRA Yannick Dalmas · GBR Mark Blundell                                | Peugeot SA35 3.5 V10                                                                      | 352                                                                                       |
| 1993                         | FRA Peugeot Talbot Sport                                                                  | FRA Éric Hélary · FRA Christophe Bouchut · AUS Geoff Brabham                              | Peugeot 905 Evo 1B                                                                        | 375                                                                                       |
| 1993                         | FRA Peugeot Talbot Sport                                                                  | FRA Éric Hélary · FRA Christophe Bouchut · AUS Geoff Brabham                              | Peugeot SA35 3.5 V10                                                                      | 375                                                                                       |
| 1994                         | DEU Le Mans Porsche Team · DEU Joest Racing                                               | FRA Yannick Dalmas · USA Hurley Haywood · ITA Mauro Baldi                                 | Dauer 962 Le Mans                                                                         | 344                                                                                       |
| 1994                         | DEU Le Mans Porsche Team · DEU Joest Racing                                               | FRA Yannick Dalmas · USA Hurley Haywood · ITA Mauro Baldi                                 | Porsche Type-935 3.0 Turbo Flat-6                                                         | 344                                                                                       |
| 1995                         | GBR Kokusai Kaihatsu Racing                                                               | FRA Yannick Dalmas · JPN Masanori Sekiya · FIN JJ Lehto                                   | McLaren F1 GTR                                                                            | 298                                                                                       |
| 1995                         | GBR Kokusai Kaihatsu Racing                                                               | FRA Yannick Dalmas · JPN Masanori Sekiya · FIN JJ Lehto                                   | BMW S70 6.1 V12                                                                           | 298                                                                                       |
| 1996                         | DEU Joest Racing                                                                          | USA Davy Jones · AUT Alexander Wurz · DEU Manuel Reuter                                   | TWR Porsche WSC-95                                                                        | 354                                                                                       |
| 1996                         | DEU Joest Racing                                                                          | USA Davy Jones · AUT Alexander Wurz · DEU Manuel Reuter                                   | Porsche Type-935 3.0 Turbo Flat-6                                                         | 354                                                                                       |
| Tur cu lungimea de 13,605 km |                                                                                           |                                                                                           |                                                                                           |                                                                                           |
| 1997                         | DEU Joest Racing                                                                          | ITA Michele Alboreto · SWE Stefan Johansson · DNK Tom Kristensen                          | TWR Porsche WSC-95                                                                        | 361                                                                                       |
| 1997                         | DEU Joest Racing                                                                          | ITA Michele Alboreto · SWE Stefan Johansson · DNK Tom Kristensen                          | Porsche Type-935 3.0 Turbo Flat-6                                                         | 361                                                                                       |
| 1998                         | DEU Porsche AG                                                                            | FRA Laurent Aïello · GBR Allan McNish · FRA Stéphane Ortelli                              | Porsche 911 GT1-98                                                                        | 351                                                                                       |
| 1998                         | DEU Porsche AG                                                                            | FRA Laurent Aïello · GBR Allan McNish · FRA Stéphane Ortelli                              | Porsche 3.2 Turbo Flat-6                                                                  | 351                                                                                       |
| 1999                         | DEU Team BMW Motorsport                                                                   | DEU Joachim Winkelhock · ITA Pierluigi Martini · FRA Yannick Dalmas                       | BMW V12 LMR                                                                               | 365                                                                                       |
| 1999                         | DEU Team BMW Motorsport                                                                   | DEU Joachim Winkelhock · ITA Pierluigi Martini · FRA Yannick Dalmas                       | BMW S70 6.0 V12                                                                           | 365                                                                                       |
| 2000                         | DEU Audi Sport Team Joest                                                                 | DEU Frank Biela · DNK Tom Kristensen · ITA Emanuele Pirro                                 | Audi R8                                                                                   | 368                                                                                       |
| 2000                         | DEU Audi Sport Team Joest                                                                 | DEU Frank Biela · DNK Tom Kristensen · ITA Emanuele Pirro                                 | Audi 3.6 Turbo V8                                                                         | 368                                                                                       |
| 2001                         | DEU Audi Sport Team Joest                                                                 | DEU Frank Biela · ITA Emanuele Pirro · DNK Tom Kristensen                                 | Audi R8                                                                                   | 321                                                                                       |
| 2001                         | DEU Audi Sport Team Joest                                                                 | DEU Frank Biela · ITA Emanuele Pirro · DNK Tom Kristensen                                 | Audi 3.6 Turbo V8                                                                         | 321                                                                                       |
| Tur cu lungimea de 13,650 km |                                                                                           |                                                                                           |                                                                                           |                                                                                           |
| 2002                         | DEU Audi Sport Team Joest                                                                 | DEU Frank Biela · DNK Tom Kristensen · ITA Emanuele Pirro                                 | Audi R8                                                                                   | 375                                                                                       |
| 2002                         | DEU Audi Sport Team Joest                                                                 | DEU Frank Biela · DNK Tom Kristensen · ITA Emanuele Pirro                                 | Audi 3.6 Turbo V8                                                                         | 375                                                                                       |
| 2003                         | GBR Team Bentley                                                                          | ITA Rinaldo Capello · DNK Tom Kristensen · GBR Guy Smith                                  | Bentley Speed 8                                                                           | 377                                                                                       |
| 2003                         | GBR Team Bentley                                                                          | ITA Rinaldo Capello · DNK Tom Kristensen · GBR Guy Smith                                  | Bentley 4.0 Turbo V8                                                                      | 377                                                                                       |
| 2004                         | JPN Audi Sport Japan Team Goh                                                             | JPN Seiji Ara · ITA Rinaldo Capello · DNK Tom Kristensen                                  | Audi R8                                                                                   | 377                                                                                       |
| 2004                         | JPN Audi Sport Japan Team Goh                                                             | JPN Seiji Ara · ITA Rinaldo Capello · DNK Tom Kristensen                                  | Audi 3.6 Turbo V8                                                                         | 377                                                                                       |
| 2005                         | USA ADT Champion Racing                                                                   | DNK Tom Kristensen · FIN JJ Lehto · DEU Marco Werner                                      | Audi R8                                                                                   | 370                                                                                       |
| 2005                         | USA ADT Champion Racing                                                                   | DNK Tom Kristensen · FIN JJ Lehto · DEU Marco Werner                                      | Audi 3.6 Turbo V8                                                                         | 370                                                                                       |
| 2006                         | DEU Audi Sport Team Joest                                                                 | DEU Frank Biela · DEU Marco Werner · ITA Emanuele Pirro                                   | Audi R10 TDI                                                                              | 380                                                                                       |
| 2006                         | DEU Audi Sport Team Joest                                                                 | DEU Frank Biela · DEU Marco Werner · ITA Emanuele Pirro                                   | Audi TDI 5.5 Turbo V12                                                                    | 380                                                                                       |
| Tur cu lungimea de 13,629 km |                                                                                           |                                                                                           |                                                                                           |                                                                                           |
| 2007                         | DEU Audi Sport North America                                                              | DEU Marco Werner · ITA Emanuele Pirro · DEU Frank Biela                                   | Audi R10 TDI                                                                              | 369                                                                                       |
| 2007                         | DEU Audi Sport North America                                                              | DEU Marco Werner · ITA Emanuele Pirro · DEU Frank Biela                                   | Audi TDI 5.5 Turbo V12                                                                    | 369                                                                                       |
| 2008                         | DEU Audi Sport North America                                                              | GBR Allan McNish · ITA Rinaldo Capello · DNK Tom Kristensen                               | Audi R10 TDI                                                                              | 381                                                                                       |
| 2008                         | DEU Audi Sport North America                                                              | GBR Allan McNish · ITA Rinaldo Capello · DNK Tom Kristensen                               | Audi TDI 5.5 Turbo V12                                                                    | 381                                                                                       |
| 2009                         | FRA Peugeot Sport Total                                                                   | AUS David Brabham · ESP Marc Gené · AUT Alexander Wurz                                    | Peugeot 908 HDi FAP                                                                       | 382                                                                                       |
| 2009                         | FRA Peugeot Sport Total                                                                   | AUS David Brabham · ESP Marc Gené · AUT Alexander Wurz                                    | Peugeot HDi 5.5 Turbo V12                                                                 | 382                                                                                       |
| 2010                         | DEU Audi Sport North America                                                              | DEU Mike Rockenfeller · DEU Timo Bernhard · FRA Romain Dumas                              | Audi R15 TDI Plus                                                                         | 397                                                                                       |
| 2010                         | DEU Audi Sport North America                                                              | DEU Mike Rockenfeller · DEU Timo Bernhard · FRA Romain Dumas                              | Audi TDI 5.5 V10 Turbo                                                                    | 397                                                                                       |
| 2011                         | DEU Audi Sport Team Joest                                                                 | CHE Marcel Fässler · DEU André Lotterer · FRA Benoît Tréluyer                             | Audi R18 TDI                                                                              | 355                                                                                       |
| 2011                         | DEU Audi Sport Team Joest                                                                 | CHE Marcel Fässler · DEU André Lotterer · FRA Benoît Tréluyer                             | Audi TDI 3.7 V6 Turbo                                                                     | 355                                                                                       |
| 2012                         | DEU Audi Sport Team Joest                                                                 | CHE Marcel Fässler · DEU André Lotterer · FRA Benoît Tréluyer                             | Audi R18 E-Tron Quattro                                                                   | 378                                                                                       |
| 2012                         | DEU Audi Sport Team Joest                                                                 | CHE Marcel Fässler · DEU André Lotterer · FRA Benoît Tréluyer                             | Audi TDI 3.7 V6 Turbo                                                                     | 378                                                                                       |
| 2013                         | DEU Audi Sport Team Joest                                                                 | DEN Tom Kristensen · GBR Allan McNish · FRA Loïc Duval                                    | Audi R18 E-Tron Quattro                                                                   | 348                                                                                       |
| 2013                         | DEU Audi Sport Team Joest                                                                 | DEN Tom Kristensen · GBR Allan McNish · FRA Loïc Duval                                    | Audi TDI 3.7 V6 Turbo                                                                     | 348                                                                                       |
| 2014                         | DEU Audi Sport Team Joest                                                                 | CHE Marcel Fässler · DEU André Lotterer · FRA Benoît Tréluyer                             | Audi R18 E-Tron Quattro                                                                   | 379                                                                                       |
| 2014                         | DEU Audi Sport Team Joest                                                                 | CHE Marcel Fässler · DEU André Lotterer · FRA Benoît Tréluyer                             | Audi TDI 4.0 L Turbo V6                                                                   | 379                                                                                       |
| 2015                         | DEU Porsche Team                                                                          | DEU Nico Hülkenberg · NZL Earl Bamber · GBR Nick Tandy                                    | Porsche 919 Hybrid                                                                        | 395                                                                                       |
| 2015                         | DEU Porsche Team                                                                          | DEU Nico Hülkenberg · NZL Earl Bamber · GBR Nick Tandy                                    | Porsche 2.0 L Turbo V4                                                                    | 395                                                                                       |
| 2016                         | DEU Porsche Team                                                                          | DEU Marc Lieb · FRA Romain Dumas · CHE Neel Jani                                          | Porsche 919 Hybrid                                                                        | 384                                                                                       |
| 2016                         | DEU Porsche Team                                                                          | DEU Marc Lieb · FRA Romain Dumas · CHE Neel Jani                                          | Porsche 2.0 L Turbo V4                                                                    | 384                                                                                       |
| 2017                         | DEU Porsche Team                                                                          | NZL Earl Bamber · DEU Timo Bernhard · NZL Brendon Hartley                                 | Porsche 919 Hybrid                                                                        | 367                                                                                       |
| 2017                         | DEU Porsche Team                                                                          | NZL Earl Bamber · DEU Timo Bernhard · NZL Brendon Hartley                                 | Porsche 2.0 L Turbo V4                                                                    | 367                                                                                       |
| 2018                         | JPN Toyota Gazoo Racing                                                                   | ESP Fernando Alonso · JPN Kazuki Nakajima · CHE Sébastien Buemi                           | Toyota TS050 Hybrid                                                                       | 388                                                                                       |
| 2018                         | JPN Toyota Gazoo Racing                                                                   | ESP Fernando Alonso · JPN Kazuki Nakajima · CHE Sébastien Buemi                           | Toyota 2.4 L Turbo V6                                                                     | 388                                                                                       |
| 2019                         | JPN Toyota Gazoo Racing                                                                   | ESP Fernando Alonso · JPN Kazuki Nakajima · CHE Sébastien Buemi                           | Toyota TS050 Hybrid                                                                       | 385                                                                                       |
| 2019                         | JPN Toyota Gazoo Racing                                                                   | ESP Fernando Alonso · JPN Kazuki Nakajima · CHE Sébastien Buemi                           | Toyota 2.4 L Hybrid Turbo V6                                                              | 385                                                                                       |
| 2020                         | JPN Toyota Gazoo Racing                                                                   | CHE Sébastien Buemi · JPN Kazuki Nakajima · NZL Brendon Hartley                           | Toyota TS050 Hybrid                                                                       | 387                                                                                       |
| 2020                         | JPN Toyota Gazoo Racing                                                                   | CHE Sébastien Buemi · JPN Kazuki Nakajima · NZL Brendon Hartley                           | Toyota 2.4 L Hybrid Turbo V6                                                              | 387                                                                                       |
| 2021                         | JPN Toyota Gazoo Racing                                                                   | GBR Mike Conway · JPN Kamui Kobayashi · ARG José María López                              | Toyota GR010 Hybrid                                                                       | 371                                                                                       |
| 2021                         | JPN Toyota Gazoo Racing                                                                   | GBR Mike Conway · JPN Kamui Kobayashi · ARG José María López                              | Toyota 3.5L V6 Twin-Turbo Hybrid                                                          | 371                                                                                       |
| 2022                         | JPN Toyota Gazoo Racing                                                                   | CHE Sébastien Buemi · NZL Brendon Hartley · JPN Ryō Hirakawa                              | Toyota GR010 Hybrid                                                                       | 380                                                                                       |
| 2022                         | JPN Toyota Gazoo Racing                                                                   | CHE Sébastien Buemi · NZL Brendon Hartley · JPN Ryō Hirakawa                              | Toyota 3.5L V6 Twin-Turbo Hybrid                                                          | 380                                                                                       |
| 2023                         | ITA Ferrari – AF Corse                                                                    | GBR James Calado · ITA Antonio Giovinazzi · ITA Alessandro Pier Guidi                     | Ferrari 499P                                                                              | 342                                                                                       |
| 2023                         | ITA Ferrari – AF Corse                                                                    | GBR James Calado · ITA Antonio Giovinazzi · ITA Alessandro Pier Guidi                     | Ferrari F163 2,992 cc V6 Twin-Turbo charge                                                | 342                                                                                       |
| 2024                         | ITA Ferrari – AF Corse                                                                    | ITA Antonio Fuoco · ESP Miguel Molina · DEN Nicklas Nielsen                               | Ferrari 499P                                                                              | 311                                                                                       |
| 2024                         | ITA Ferrari – AF Corse                                                                    | ITA Antonio Fuoco · ESP Miguel Molina · DEN Nicklas Nielsen                               | Ferrari F163 2,992 cc V6 Twin-Turbo charge                                                | 311                                                                                       |
| 2025                         | ITA Ferrari – AF Corse                                                                    | GBR Phil Hanson · POL Robert Kubica · CHN Ye Yifei                                        | Ferrari 499P                                                                              | 387                                                                                       |
| 2025                         | ITA Ferrari – AF Corse                                                                    | GBR Phil Hanson · POL Robert Kubica · CHN Ye Yifei                                        | Ferrari F163 3.0 L Turbo V6                                                               | 387                                                                                       |

## Galerie

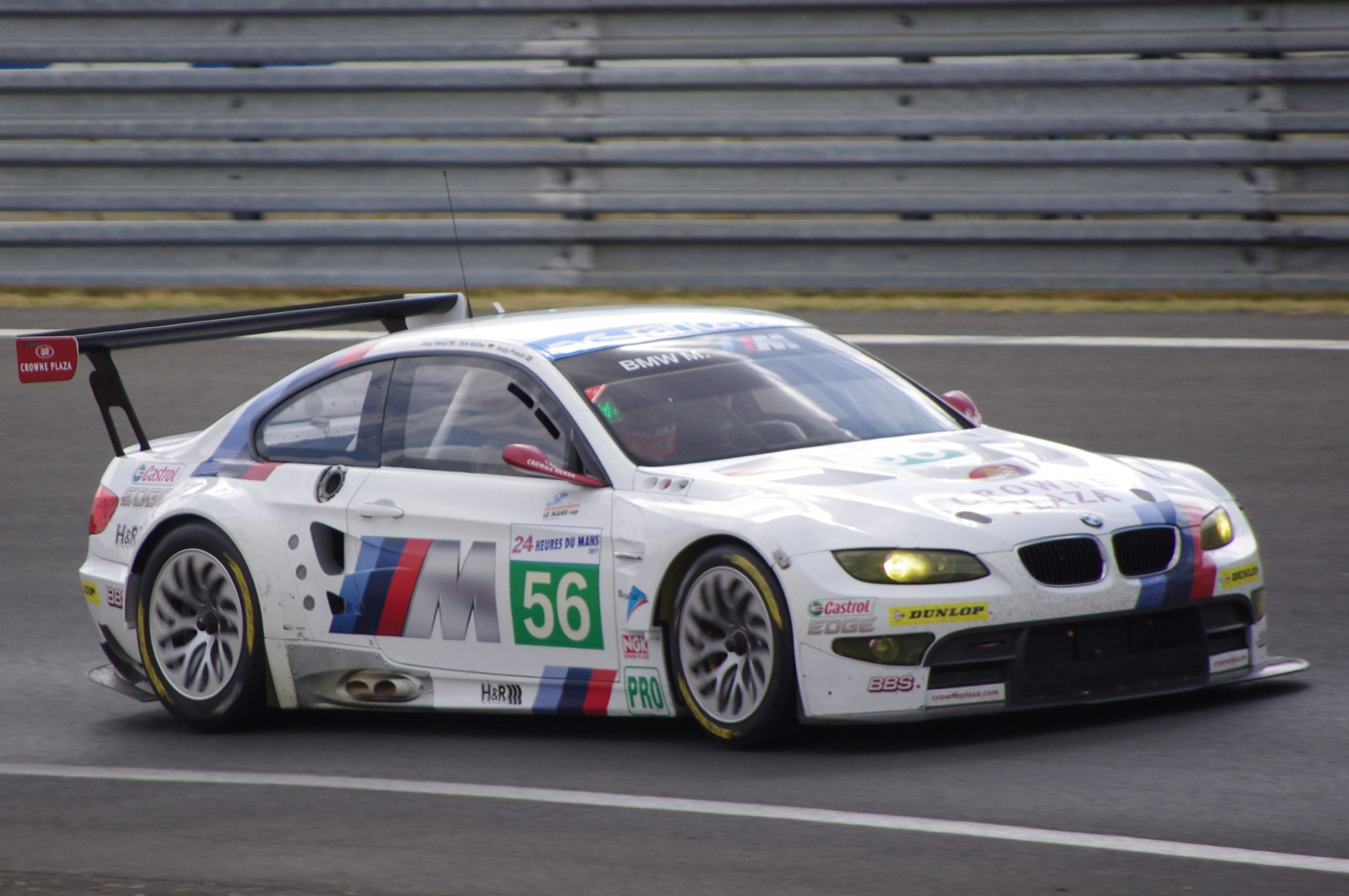
BMW M3 GT2 la 24 Hours of Le Mans
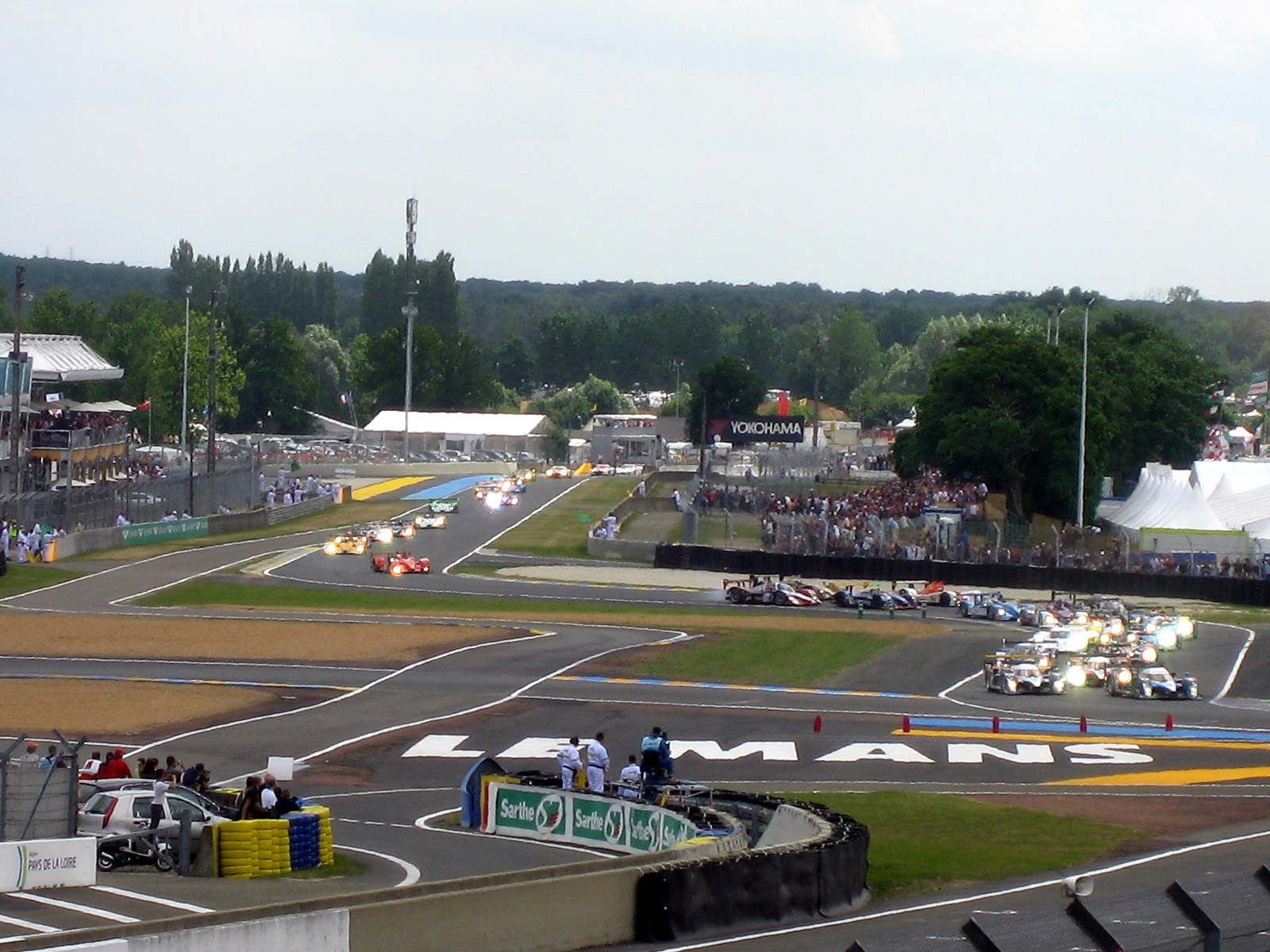
Startul cursei din 2008
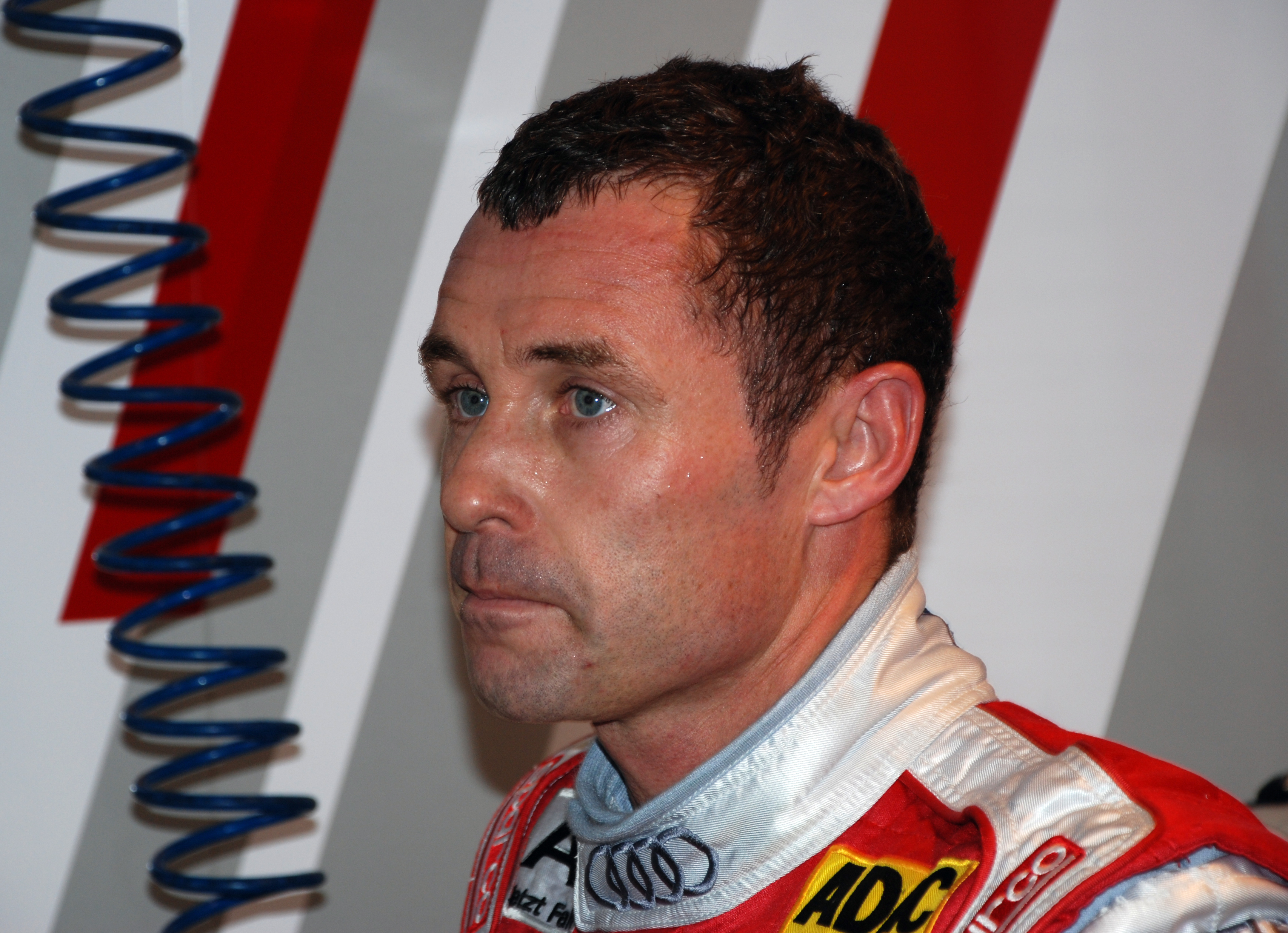
Cel mai de succes participant al tuturor timpurilor de la Le Mans, pilotul danez Tom Kristensen are 9 victorii, ultima fiind în 2013.
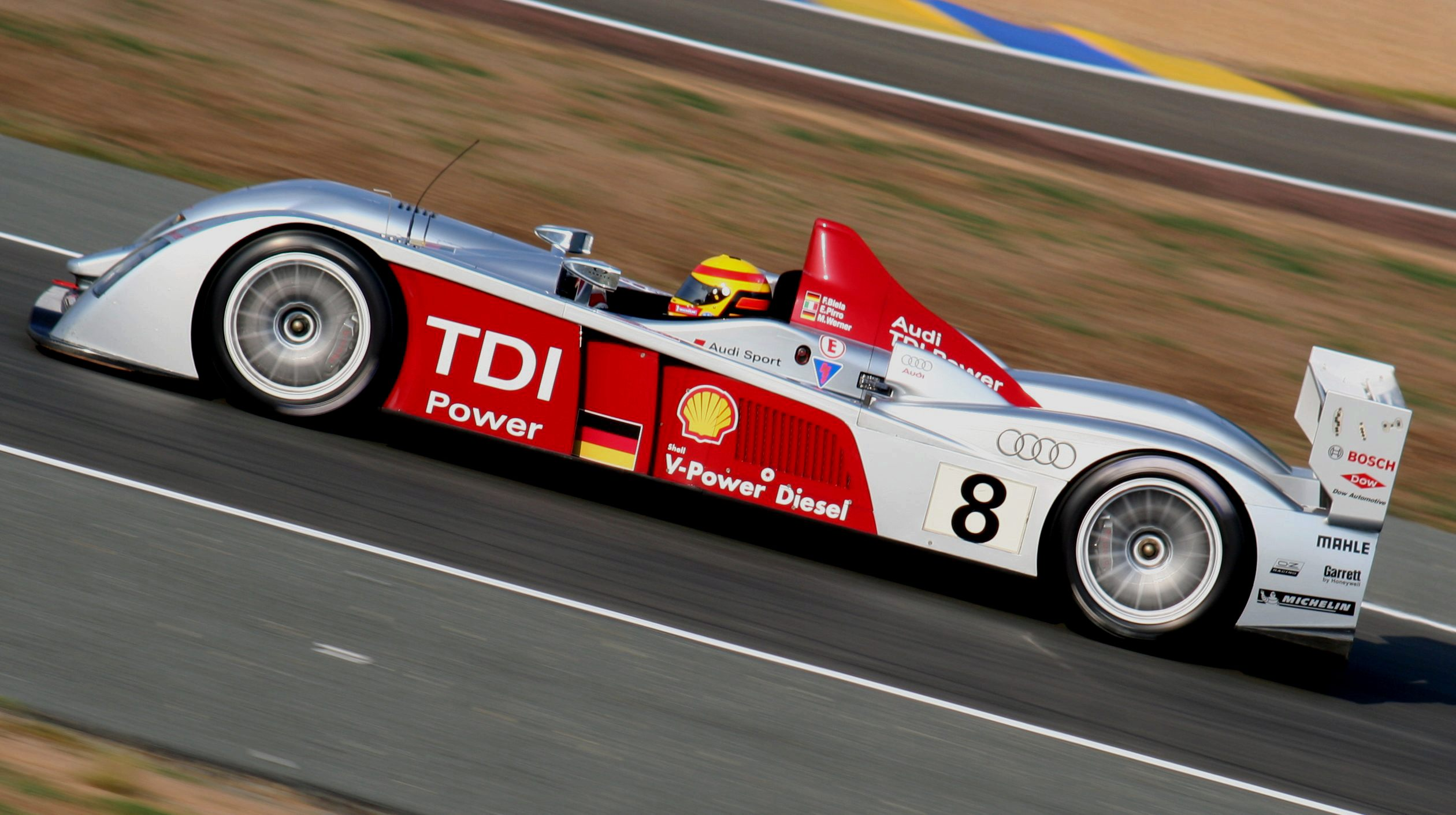
Audi R10 TDI
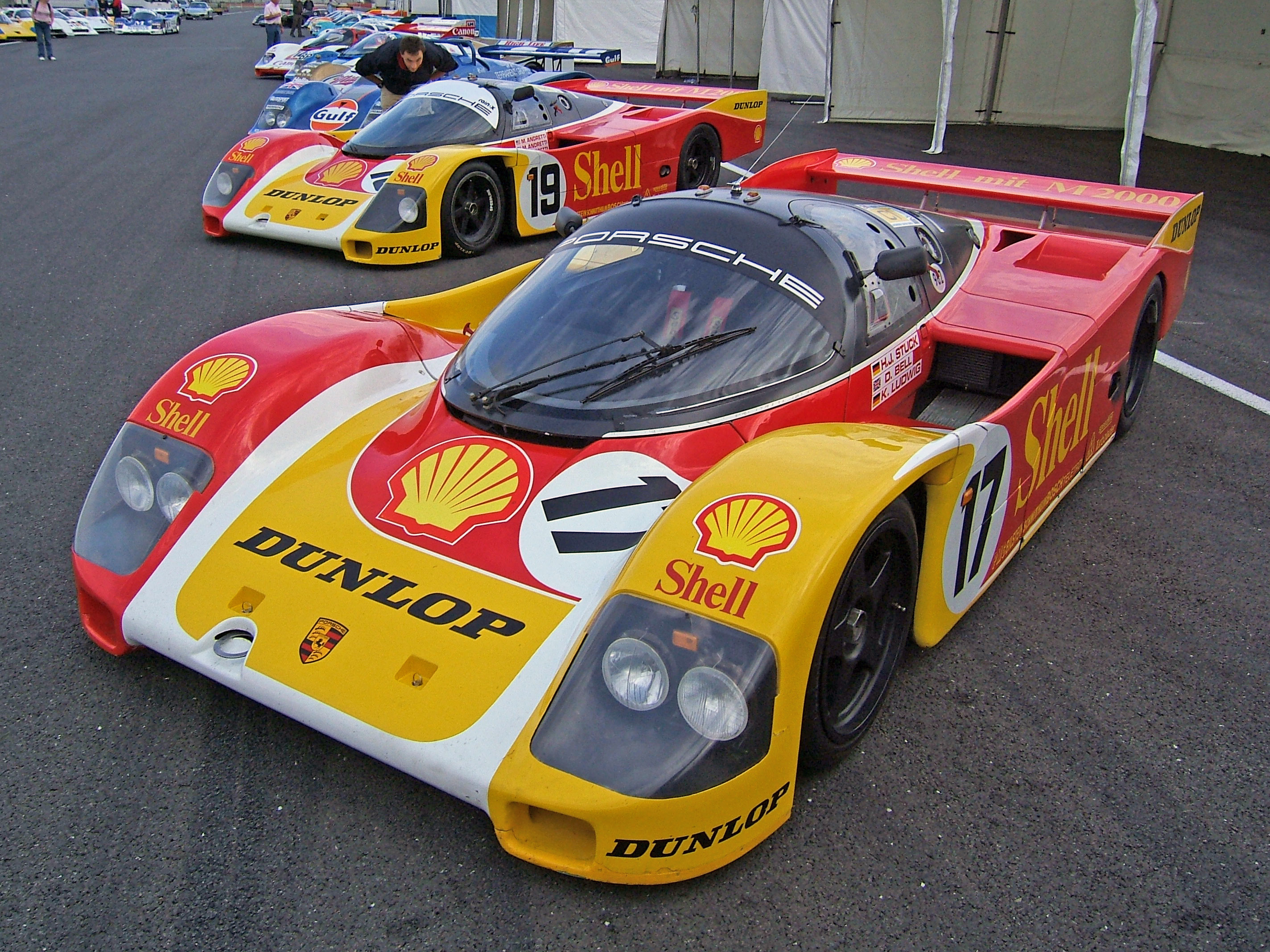
Liderul formulei „Grupa C” Porsche 962
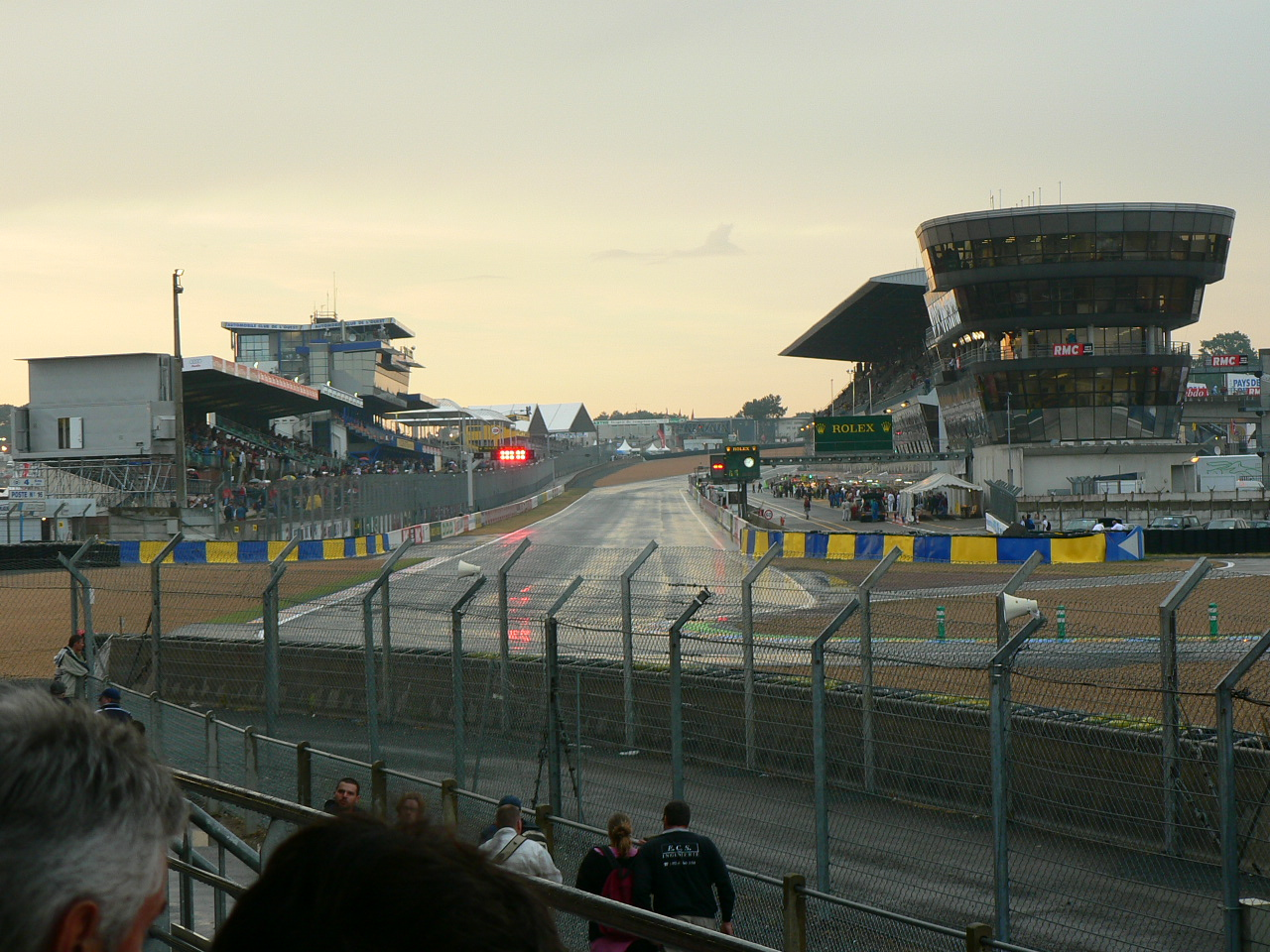
Boxele permanente la Circuit de la Sarthe și Bugatti Circuit
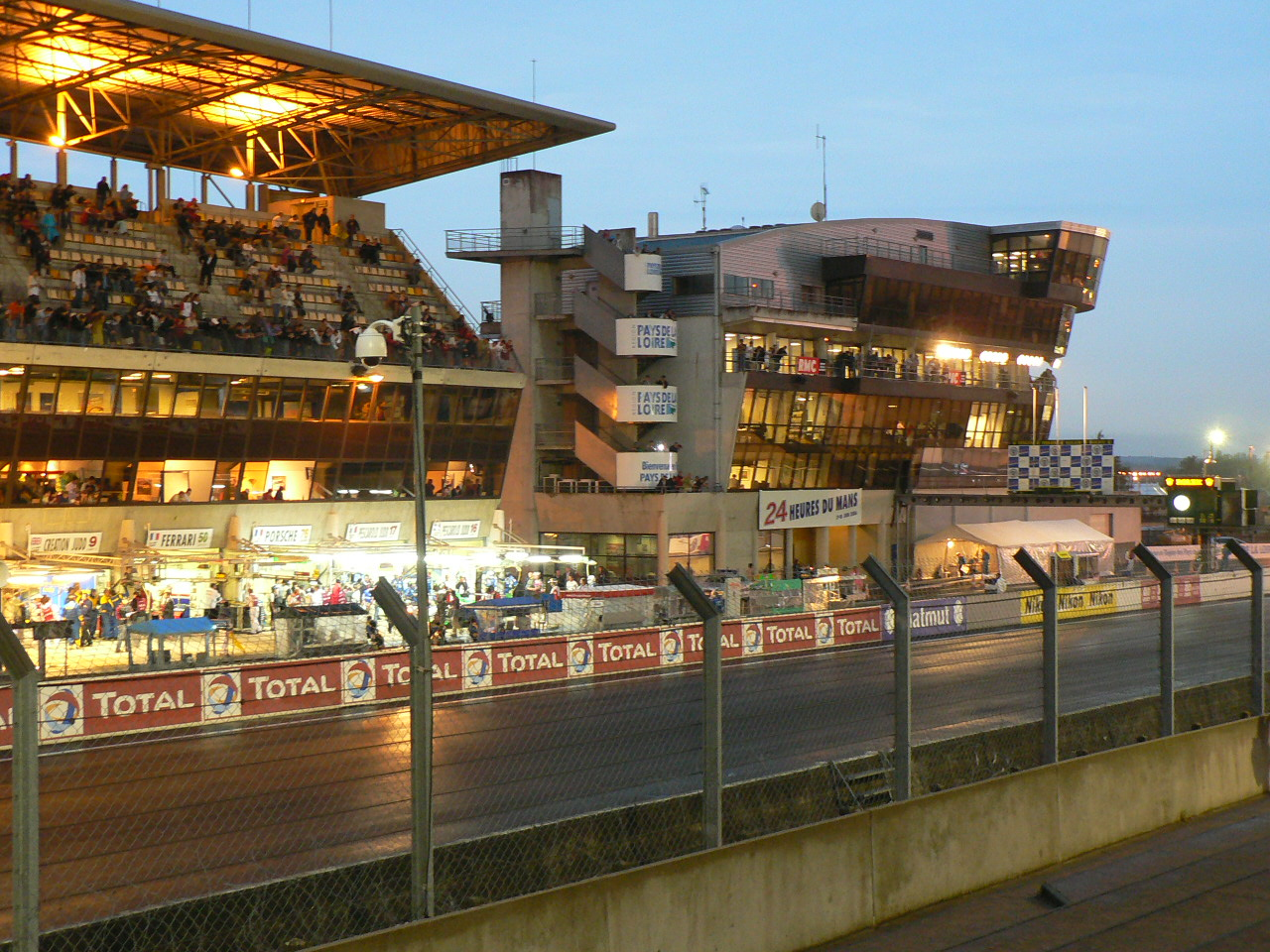
Zona boxelor la răsăritul soarelui

## Legături externe
- Materiale media legate de Cursa de 24 de ore de la Le Mans la Wikimedia Commons
- Site-ul oficial al cursei de la Le Mans
- Racing Sports Cars - poze și rezultate istorice